# Mycale pluriloba
Mycale pluriloba är en svampdjursart som först beskrevs av Jean-Baptiste Lamarck 1814.  Mycale pluriloba ingår i släktet Mycale och familjen Mycalidae. Inga underarter finns listade i Catalogue of Life.